# اونو-بولوری-سان-سامفوریان
اونو-بولوری-سان-سامفوریان (به فرانسوی: Auneau-Bleury-Saint-Symphorien) یک کمون در فرانسه است که در اور-ا-لوآر واقع شده‌است. اونو-بولوری-سان-سامفوریان ۳۴٫۲۹ کیلومتر مربع مساحت دارد.